# Konrad von Queinfurt
Konrad von Queinfurt  (gest. 1382 in Löwenberg, Herzogtum Jauer) war ein deutscher Dichter, Komponist und Pfarrer.
Konrad war Pfarrer zu Steinkirch im Queiskreis. Er ist Verfasser „eines der schönsten schlesischen Osterlieder“ (Klaus Ullmann), des Osterliedes mit dem Textanfang Dû lenze guot, des jâres tiurste quarte, worin sich unter anderem die folgenden Verse finden: Der um 1360 entstandene Ostergesang fand um 1480 Eingang in das Glogauer Liederbuch.
Walt, loup, sât, klê, gras unde bluomen

die wellent lieben sieh zuo dir,

in fröuden siht man sie sieh hiute ruomen,

Krist, ûf dîn lop stêt al ir gir.

ich wæne ob sie kunden sprechen,

an inen würd es niht gebrechen,

sie lobten dich, herre, alle glîch.
Konrad von Queinfurt wurde in der Klosterkirche der Franziskaner in Löwenberg beigesetzt.
Er ist nicht zu verwechseln mit Konrad von Querfurt (gest. 1202), dem Bischof von Hildesheim und Bischof von Würzburg.